# 김정희 종가 유물 일괄
김정희 종가 유물 일괄(金正喜 宗家 遺物 一括)은 제주특별자치도 서귀포시 대정읍 추사유물전시관에 있는 조선시대의 문서류이다. 2006년 7월 18일 대한민국의 보물 제547-2호로 지정되었다.

## 개요
추사 김정희 고택의 전래 유물로 추정되는 월성위 김한신 관련유물(10점)과 『신해년책력』(표제1점, 유묵15점)의 김정희 종가 유물 일괄(金正喜 宗家 遺物 一括)은 서예사 연구 자료로 가치가 있다.
ㅇ 월성위 김한신 관련 유물(月城尉 金漢藎 關聯 遺物)
- 『매헌난고(梅軒亂稿)』
김한신의 시집(詩集)으로 13~34세까지의 시작(詩作)을 모은 것이다(총 20면). 다음의 『교사시말』과 함께 김한신의 자필(自筆)로 추정된다. 아직까지 김한신의 문집이 간행되지 않았고 다른 필사본도 보기 어려우므로 아래의 『월성위행장』과 더불어 김한신 관련자료로 가치가 높다.
- 『교사시말(郊舍始末)』
김한신이 필사한 1747년 7월 12~22일의 일지(日誌)이다(총32면).
- 『월성위행장(月城尉行狀)』
아들 김이주(金頤柱)가 기술한 김한신의 행장이다. 글씨는 김이주가 쓴 ‘월성위김한신묘표 음기’와 확연히 다르다는 점에서 타인의 필적으로 여겨진다.
- 영조어필 월성위김한신묘표(英祖御筆 月城尉金漢藎墓表)
김한신묘표의 제서(題書)로서 영조(英祖)의 어필로 추정된다. 현재 예산의 김한신묘표 앞면에는 “유명조선수록대부월성위…지묘 화순옹주부좌(有明朝鮮綏祿大夫月城尉…之墓 和順翁主祔左)”라 새겨 있고 말미에 작은 글자로 “망칠지년 문체이사(望七之年 抆涕以寫)”라 새겨 있는데, 이 필사물에는 “유명조선(有明朝鮮)”과 말미의 8자가 없다.
- 월성위김한신묘표 음기(月城尉金漢藎墓表 陰記)
유척기(兪拓基, 1691~1767)가 기술한 김한신묘표의 음기로 서자(書者)는 김한신의 아들 김이주(金頤柱)로 여겨진다. 예산의 김한신묘표 음기에는 “불초남이주서 숭정기원후삼신사 월 일립(不肖男頤柱書 崇禎紀元後三辛巳 月 日立)”이라 새겨 있어 김이주가 쓰고 1761년(영조 37)에 세웠음을 밝혔다. 묘표 글씨와 이 필사물의 서풍은 같으나 자형이 다른 예가 있으며, “일행(一行)ㆍ이행(二行)ㆍ삼행(三行)…”이라 각행의 순서를 표시한 점으로 보아 김이주가 필사한 다른 부본(副本)일 것이다.
- 영조어제 화순옹주유제문(英祖御製 和順翁主諭祭文)
1758년(영조 34) 3월 15일에 영조가 호상중관 이세태(護喪中官 李世泰)로 하여금 둘째 따님 화순옹주의 영전에 바치게 한 제문이다. 서자(書者)는 미상이다.
- 숙빈최씨시책문(淑嬪崔氏諡冊文)
1756년(영조 32) 영조의 모친 숙빈최씨(1670~1718)에게 ‘휘덕(徽德)’이란 시호를 가상(加上)할 때 김한신이 필사한 책문(冊文)이다.(절첩장(折帖粧) 총8면)
- 영조어필 춘축(英祖御筆 春祝) - 지본묵서
- 영조어제어필 희우(英祖御製御筆 喜雨) - 칠언절구 1수, 지본묵서
- 영조어제어필 칠절(英祖御製御筆 七絶) - 지본묵서
ㅇ 『신해년책력(辛亥年冊曆)』의 김정희 필적
김정희가 사용했던 『신해년책력』 앞표지에는 “신해칠정(辛亥桼正)”이란 제목과 “길상여의관(吉羊如意館)”이란 소장처가 예서로 쓰여 있다. 책력 제1면의 “대청함풍원년 세차신해 칠정경위 숙도오성 복견목록(大淸咸豊元年 歲次辛亥 七政經緯 宿度五星 伏見目錄)”으로 보아 “신해칠정(辛亥桼正)”은 “신해칠정(辛亥七政)”의 뜻임을 알 수 있다. 함풍원년은 1851년(철종 2)에 해당된다. 이 책력에는 시고(詩稿)ㆍ서간(書簡)ㆍ제서(題書)ㆍ임서(臨書) 등 김정희의 필적 17점이 붙어 있는데, 지정대상은 이 중 ‘해서대련’과 ‘전서’를 제외한 15점에 한한다.

## 같이 보기
- 김정희

## 참고 자료
- 김정희 종가 유물 일괄 - 국가유산청 국가유산포털